# Babett Peter
Babett Peter (Oschatz, 12 mei 1988) is een voormalig Duits voetbalspeelster en huidig assistent-trainer van Chiacago Red Stars. Ze speelde als verdediger onder andere voor VfL Wolfsburg en Real Madrid en kwam meer dan honderd interlands uit voor het Duitse nationale team.

## Clubcarrière
Peter begon met voetballen op haar basisschool. Op negenjarige leeftijd namen haar ouders haar mee naar de lokale voetbalclub FSV Oschatz. Vanuit daar groeide ze uit tot voetbalspeelster en kwam ze even later uit voor 1. FC Lokomotive Leipzig. Ook werd ze onderdeel van Duitse jeugdselecties. Tijdens de winterstop van het seizoen 2005/06 maakte Peter de overstap naar 1. FFC Turbine Potsdam. In haar debuutseizoen bij deze club werd ze gelijk landskampioen van de Bundesliga. In 2007 won ze een Fritz-Walter-Medaille als beste junior van het jaar. Een maand later maakte ze haar eerste doelpunt vanaf de penaltystip in een wedstrijd tegen SG Essen-Schönebeck
Van 2009 tot 2011 werd ze drie seizoenen op rij landskampioen met 1. FFC Turbine Potsdam. In het seizoen 2009/10 won ze eveneens de Champions League. In de finale scoorde Peter vanaf de penaltystip. Een jaar later behaalde Potsdam opnieuw de finale, maar verloor het van Olympique Lyon.
Op 29 februari 2012 tekende Peter een driejarig contract bij 1. FFC Frankfurt.
In maart 2014 voegde Peter zich bij Vfl Wolfsburg. Ze werd vijf keer landskampioen en won vijf keer de DFB-Pokal met Wolfsburg.
Peter en VfL Wolfsburg kwamen op 17 september 2019 een contractontbinding overeen. Ze maakte de overstap naar CD Tacón, later Real Madrid. Peter maakte op 2 mei 2022 bekend dat ze na het seizoen 2021/22 ging stoppen met voetballen.

## Statistieken
| Seizoen | Club                   | Land      | Competitie       | Wedstrijden | Doelpunten |
| ------- | ---------------------- | --------- | ---------------- | ----------- | ---------- |
| 2009/10 | 1. FFC Turbine Potsdam | Duitsland | Bundesliga       | 22          | 6          |
| 2010/11 | 1. FFC Turbine Potsdam | Duitsland | Bundesliga       | 22          | 1          |
| 2011/12 | 1. FFC Turbine Potsdam | Duitsland | Bundesliga       | 22          | 0          |
| 2012/13 | 1. FFC Frankfurt       | Duitsland | Bundesliga       | 22          | 1          |
| 2013/14 | 1. FFC Frankfurt       | Duitsland | Bundesliga       | 4           | 0          |
| 2014/15 | VfL Wolfsburg          | Duitsland | Bundesliga       | 22          | 1          |
| 2015/16 | VfL Wolfsburg          | Duitsland | Bundesliga       | 20          | 1          |
| 2016/17 | VfL Wolfsburg          | Duitsland | Bundesliga       | 22          | 2          |
| 2017/18 | VfL Wolfsburg          | Duitsland | Bundesliga       | 13          | 2          |
| 2018/19 | VfL Wolfsburg          | Duitsland | Bundesliga       | 18          | 2          |
| 2019/20 | VfL Wolfsburg          | Duitsland | Bundesliga       | 0           | 0          |
| 2019/20 | Real Madrid            | Spanje    | Primera División | 18          | 1          |
| 2020/21 | Real Madrid            | Spanje    | Primera División | 27          | 0          |
| 2021/22 | Real Madrid            | Spanje    | Primera División | 22          | 0          |
| Totaal  | Totaal                 | Totaal    | Totaal           | 257         | 17         |

Laatste update: 24 mei 2025

## Interlandcarrière
Peter maakte in maart 2006 haar debuut voor het Duitse nationale team in een wedstrijd tegen Finland. Ze maakte onderdeel uit van de Duitse selectie op het WK 2007, waar ze niet in actie kwam. Een jaar later won ze een bronzen medaille op het Olympische Zomerspelen 2008. Op de Spelen groeide ze uit tot basisspeelster in de knock-outfase. Een jaar later won ze met haar land het EK 2009. Tijdens de Algarve Cup maakte Peter haar eerste interlanddoelpunt in maart 2010 in een wedstrijd tegen China. Daarnaast was ze onderdeel van de Duitse selectie op het WK 2011.
In 2016 won Peter een gouden medaille met Duitsland op de Olympische Zomerspelen 2016.
Op 26 april 2019 maakte Peter bekend een einde aan haar interlandcarrière te hebben gemaakt.
- Gemeinsame Normdatei: 1062065956
- Virtual International Authority File: 311683728
- WorldCat: E39PBJktrM9wKV9mtgBGXJ6Yfq